# Why Don’t We
Why Don’t We — американский поп-квинтет, основанный 27 сентября 2016 года, в состав которого входят Джона Мараи из Стиллуотера, штат Миннесота; Корбин Мэттью Бессон из Фэрфакса, штат Вирджиния; Дэниал Джеймс Сиви из Портленда штат Орегон; Джек Роберт Эйвери из Саскуэханны, штат Пенсильвания; и Закари Диан Херрон из Далласа, штат Техас. Каждый из участников начинал как соло артист.

## История

### 2016-2017
Первоначально группа была сформирована 27 сентября 2016 года, но объявили об их объединении 28 сентября 2016 года (как было сказано в их первом видео на YouTube). 7 октября 2016 года группа выпустила дебютный сингл «Taking You» из их дебютного мини-альбома Only the Beginning, релиз которого состоялся 25 ноября того же года. Выход второго мини-альбома Something Different состоялся 21 апреля 2017 года. Его заглавная песня вышла в тот же день. 2 июня 2017 года вышел их третий мини-альбом Why Don’t We Just. С июля по август 2017 года состоялся их тур «Something Different», охвативший 19 городов Соединенных Штатов Америки. 29 августа 2017 года вышел ещё один их сингл «These Girls».
Группа работает с YouTube-влогером и другом, Логаном Полом. Логан срежиссировал 3 музыкальных клипа для Why Don’t We, включающие в себя их совместную коллаборацию «Help Me Help You». Группа выступала много раз в ежедневных влогах Логана Пола. Также группа помогла Логану с диссом на Джейка Пола «The Fall of Jake Paul». 23 ноября, 2017 они выпускают рождественский EP, названный A Why Don’t We Christmas.
В январе 2020 года группа объявляет о небольшом перерыве для записи второго альбома. 29 сентября выходит сингл и музыкальный клип "Fallin", который включён в предстоящий альбом The Good Times and The Bad Ones. Ожидается 15 января 2021 года и состоит из 10 треков.
Первоначально группа была сформирована 27 сентября 2016 года, но объявили об их объединении 28 сентября 2016 года (как было сказано в их первом видео на YouTube). 7 октября 2016 года группа выпустила дебютный сингл «Taking You» из их дебютного мини-альбома Only the Beginning, релиз которого состоялся 25 ноября того же года. Выход второго мини-альбома Something Different состоялся 21 апреля 2017 года. Его заглавная песня вышла в тот же день. 2 июня 2017 года вышел их третий мини-альбом Why Don’t We Just. С июля по август 2017 года состоялся их тур «Something Different», охвативший 19 городов Соединенных Штатов Америки. 29 августа 2017 года вышел ещё один их сингл «These Girls».
Группа работает с YouTube-влогером и другом, Логаном Полом. Логан срежиссировал 3 музыкальных клипа для Why Don’t We, включающие в себя их совместную коллаборацию «Help Me Help You». Группа выступала много раз в ежедневных влогах Логана Пола. Также группа помогла Логану с диссом на Джейка Пола «The Fall of Jake Paul». 23 ноября, 2017 они выпускают рождественский EP, названный A Why Don’t We Christmas.

### 2018 - по настоящее время
31 августа 2018 года выпускают свой первый альбом 8 Letters, включающий 8 треков.
В марте 2019 года отправляются в тур « 8 Letters ». В течение 2019 года, ежемесячно выпускают по одному синглу. В марте выходит коллаборация с Maclemore "I Don't Belong In This Club". 8 сингл 2019 года "What Am I" , вышедший в августе, был написан Эд Шираном(Ed Sheeran).
Группа выпускала новую песню каждый месяц в 2019 году. 16 января они выпустили « Big Plans »  а через три дня был выпущен видеоклип.  В День святого Валентина была выпущена группа «Cold In LA»  вместе с музыкальным видео двумя днями позже.  20 марта они выпустили юмористическую песню « I Don't Belong in This Club » с участием американского рэпера Macklemore. 20 апреля группа выпустила «Don't Change» - саундтрек к мультфильму UglyDolls. В мае группа представила свою пятую песню года «Unbelievable».  В июне они выпустили «Come To Brazil».  26 июля группа выпустила песню «I Still Do». 23 августа они выпустили «What Am I», написанную Эдом Шираном, ранее написавшим «Trust Fund Baby». 25 октября они выпустили "Mad At You".  В следующем месяце группа выпустила рождественскую песню «With You This Christmas».  30 декабря группа выпустила свою двенадцатую и последнюю песню 2019 года «Chills». Музыкальное видео на "Chills" было загружено 5 января 2020 года. 
В январе 2020 года группа объявляет о небольшом перерыве для записи второго альбома. В связи с пандемией коронавируса COVID-19, перерыв затягивается на 9 месяцев. 
29 сентября выходит сингл и музыкальный клип «Fallin '(Adrenaline)»,  главный сингл со своего второго альбома The Good Times and the Bad Ones.Он впервые для них вошёл в чарт Billboard Hot 100 США на 37 место. Их второй сингл с альбома «Lotus Inn» и клип к нему был выпущен 4 декабря 2020 года. Третий сингл с альбома "Slow Down" с музыкальным видео был выпущен 17 декабря 2020 года.  
15 января 2021 года выходит альбом The Good Times и The Bad Ones. Он занял 3-е место в чарте Billboard 200. Альбом полностью был написан самими участниками группы и спродюсирован участником группы Дэниелом Сиви. 
Они снялись в документальном фильме от YouTube под названием «30 дней с..», в котором были показаны последние этапы разработки и закулисье их будущего альбома «The Good Times And The Bad Ones» в течение 30 дней. Он был выпущен в четырех сериях. Это дало фанатам и зрителям возможность взглянуть изнутри на их личную и профессиональную жизнь, на то, как они создавали свой альбом, а также их личные переживания и мысли.

## Дискография

### Мини-альбомы
| Only the Beginning                                                                   | - Релиз: 25 ноября, 2016 - Лейбл: Signature - Формат: Цифровой   | —   | — | — |
| Something Different                                                                  | - Релиз: 21 апреля, 2017 - Лейбл: Signature - Формат: Цифровой   | —   | 6 | — |
| Why Don’t We Just                                                                    | - Релиз: 2 июня, 2017 - Лейбл: Signature - Формат: Цифровой      | —   | 1 | — |
| Invitation                                                                           | - Релиз: 26 сентября, 2017 - Лейбл: Signature - Формат: Цифровой | 113 | 2 | 7 |
| A Why Don't We Christmas                                                             | - Релиз: 23 ноября, 2017 - Лейбл: Signature - Формат: Цифровой   | —   | — | — |
| «—» обозначает релизы, которых нет в чартах или не были выпущены на этой территории. |                                                                  |     |   |   |

### Синглы

#### Собственники
| Название                  | Год  | Вершины позиций в чарте | Вершины позиций в чарте | Вершины позиций в чарте | Вершины позиций в чарте | Альбом                          |
| Название                  | Год  | US Bub.                 | US Pop                  | CAN                     | NZ Heat.                | Альбом                          |
| ------------------------- | ---- | ----------------------- | ----------------------- | ----------------------- | ----------------------- | ------------------------------- |
| "Taking You"              | 2016 | —                       | —                       | —                       | —                       | Only the Beginning              |
| "Nobody Gotta Know"       | 2016 | —                       | —                       | —                       | —                       | Only the Beginning              |
| "Just to See You Smile"   | 2016 | —                       | —                       | —                       | —                       | Only the Beginning              |
| "Free"                    | 2016 | —                       | —                       | —                       | —                       | Only the Beginning              |
| "You and Me at Christmas" | 2016 | —                       | —                       | —                       | —                       | A Why Don't We Christmas        |
| "Something Different"     | 2017 | 22                      | 33                      | —                       | —                       | Something Different             |
| "Why Don't We Just"       | 2017 | —                       | —                       | —                       | —                       | Why Don't We Just               |
| "These Girls"             | 2017 | 4                       | —                       | 82                      | —                       | Без альбома                     |
| "Trust Fund Baby"         | 2018 | 20                      | 30                      | —                       | —                       | TBA                             |
| "Hooked"                  | 2018 | 22                      | —                       | —                       | 8                       | TBA                             |
| "Talk"                    | 2018 | 18                      | —                       | —                       | —                       | TBA                             |
| "Fallin"                  | 2020 | 37                      |                         |                         |                         | The Good Times And The Bad Ones |
| "Lotus Inn"               | 2020 |                         |                         |                         |                         | The Good Times And The Bad Ones |
| "Slow Down                | 2020 |                         |                         |                         |                         | The Good Times And The Bad Ones |

### Коллаборации
| Название                                          | Год  | Вершина чарта | Вершина чарта | Альбом      |
| Название                                          | Год  | US Bub.       | AUS           | Альбом      |
| ------------------------------------------------- | ---- | ------------- | ------------- | ----------- |
| «Help Me Help You» (Логан Пол feat. Why Don’t We) | 2017 | 5             | 90            | Без альбома |

### Рекламные синглы
| Название                                               | Год  | Альбом      |
| ------------------------------------------------------ | ---- | ----------- |
| «The Fall of Jake Paul» (Логан Пол feat. Why Don’t We) | 2017 | Без альбома |

### Музыкальные клипы
| Песня                         | Год  | Другие артисты | Режиссёр                      | Прим.  |
| ----------------------------- | ---- | -------------- | ----------------------------- | ------ |
| «Taking You»                  | 2016 | Нет            | Стивен Тейлор                 | [ 14 ] |
| «Nobody Gotta Know»           | 2017 | Нет            | Логан Пол                     | [ 15 ] |
| «Something Different»         | 2017 | Нет            | Логан Пол                     | [ 16 ] |
| «Help Me Help You»            | 2017 | Логан Пол      | Логан Пол                     | [ 17 ] |
| «The Fall of Jake Paul»       | 2017 | Логан Пол      | Себастьян А. Гуерра           | [ 18 ] |
| «These Girls»                 | 2017 | Нет            | Эли Сокн & Логан Пол          | [ 19 ] |
| «Trust Fund Baby»             | 2018 | Нет            | Джейсон Коениг                | [ 20 ] |
| «Hooked»                      | 2018 | Нет            | Эли Сокн                      | [ 21 ] |
| «Talk»                        | 2018 | Нет            |                               | [ 22 ] |
| «8 Letters»                   | 2018 | Нет            | Эли Сокн                      | [ 23 ] |
| «Big Plans»                   | 2019 | Нет            | Генри Липатов                 | [ 24 ] |
| «Cold in LA»                  | 2019 | Нет            | Дэвид Лоффлер & Генри Липатов | [ 25 ] |
| «I Don't Belong In This Club» | 2019 | Macklemore     | Джейсон Коениг                | [ 26 ] |
| «Don't Change»                | 2019 | Нет            | Дэвид Лоффлер & Генри Липатов | [ 27 ] |
| «Unbelievable»                | 2019 | Нет            | Дэвид Лоффлер & Генри Липатов | [ 28 ] |
| «Fallin»                      | 2020 | Нет            | -                             |        |
| "Lotus Inn"                   | 2020 | Нет            | -                             |        |
| "Slow Down"                   | 2020 | Нет            | -                             |        |